# Platorchestia pickeringi
Platorchestia pickeringi är en kräftdjursart som först beskrevs av James Dwight Dana 1853.  Platorchestia pickeringi ingår i släktet Platorchestia och familjen tångloppor. Inga underarter finns listade i Catalogue of Life.